# Haliptilon subulatum
Haliptilon subulatum (J. Ellis & Solander) H.W. Johansen, 1970 é o nome botânico de uma espécie de algas vermelhas pluricelulares do gênero Haliptilon.
- São algas marinhas encontradas na África, América do Sul, algumas ilhas do Caribe, Pacífico e Índico.

## Sinonímia
- Corallina subulata J. Ellis & Solander, 1786
- Jania subulata (Ellis & Solander) Sonder, 1846